# Quyền LGBT ở Zambia
Quyền đồng tính nữ, đồng tính nam, song tính và chuyển giới ở Zambia phải đối mặt với những thách thức pháp lý không phải đối mặt với các công dân không LGBT. Hoạt động tình dục đồng giới là bất hợp pháp đối với cả nam và nữ tại Zambia.
Trước đây là thuộc địa của Đế quốc Anh, Zambia đã kế thừa luật pháp và hệ thống pháp luật của những người chiếm đóng thuộc địa của mình khi giành độc lập vào năm 1964. Luật pháp liên quan đến đồng tính luyến ái hầu như không thay đổi kể từ đó, và đồng tính luyến ái được bao phủ bởi luật pháp cũng đăng ký bestiality.
Thái độ xã hội đối với người LGBT chủ yếu là tiêu cực và được tô màu bởi nhận thức rằng đồng tính luyến ái là vô đạo đức và một hình thức điên rồ. Năm 1999, tổ chức phi chính phủ Zambia chống lại những người có hành vi tình dục bất thường (ZAPASA) được thành lập để chống lại đồng tính luyến ái và đồng tính luyến ái ở Zambia.
Có thể cho rằng người nhận lớn nhất của Cơ bản truyền giáo trong thời gian thời thuộc địa Anh, Thái độ xã hội của Zambia đối với đồng tính luyến ái phản ánh rất nhiều những ảnh hưởng này. Một cuộc khảo sát năm 2010 cho thấy chỉ có 2% người Zambia thấy đồng tính luyến ái được chấp nhận về mặt đạo đức; chín điểm dưới con số được ghi nhận ở Uganda (chấp nhận 11%).
Vào năm 2013, Christine Kaseba, vợ của Tổng thống Michael Sata, nói rằng "nên im lặng xung quanh vấn đề đàn ông quan hệ tình dục với đàn ông phân biệt đối xử dựa trên xu hướng tính dục của họ."
Các báo cáo gần đây cho thấy các nhà chức trách ở Zambia đang sử dụng các cuộc kiểm tra hậu môn đối với những người đồng tính luyến ái.

## Bảng tóm tắt
| Hoạt động tình dục đồng giới hợp pháp                                                                                       | (Hình phạt: Lên đến 14 năm tù) |
| Độ tuổi đồng ý | No                             |
| Luật chống phân biệt đối xử chỉ trong việc làm                                                                              | No                             |
| Luật chống phân biệt đối xử trong việc cung cấp hàng hóa và dịch vụ                                                         | No                             |
| Luật chống phân biệt đối xử trong tất cả các lĩnh vực khác (bao gồm phân biệt đối xử gián tiếp, ngôn từ kích động thù địch) | No                             |
| Công nhận các cặp đồng giới                                                                                                 | No                             |
| Con nuôi của các cặp vợ chồng đồng giới                                                                                     | No                             |
| Con nuôi chung của các cặp đồng giới                                                                                        | No                             |
| Những người đồng tính được phép phục vụ trong quân đội                                                                      |                                |
| Quyền thay đổi giới tính hợp pháp                                                                                           | No                             |
| Truy cập IVF cho đồng tính nữ                                                                                               | No                             |
| Mang thai hộ thương mại cho các cặp đồng tính nam                                                                           | No                             |
| NQHN được phép hiến máu | No                             |